# Artur Rolén
Artur Gotthard Alarik Rolén, født 5. maj 1894 i Majorna, Göteborg, død 1. maj 1972 i Stockholm, var en svensk skuespiller.

## Biografi
Rolén startede med amatørteater allerede som 8-årig og debuterede på scenen i 1909 og på film i 1916. Han turnerede med Allan Rydings teaterselskab og blev senere engageret af Albert Ranft.
Han er nok mest kendt for rollen som karakteren Åsa-Nisses ven Klabbarparn, men var også en populær sanger og revyspiller. Han spillede ofte roller over for datidens populære filmstjerner som Thor Modéen og Fridolf Rhudin. Han lavede omkring 120 film; fra debuten i 1916 med Kärleken Segrar til 1968 med Pappa, varför är du arg? Du gjorde själv likadant när du var ung.
Han var bror til skuespilleren Margot Ryding og siden 1916 gift med skuespilleren Sonja Rolén.
Han lavede også tæt på 500 skiveindspilninger i årene 1920–1960, hvoraf mange var taleskiver med blandt andre Fridolf Rhudin og Thor Modéen. Han indspillede også plader under pseudonymet Artur Gotthard.
Rolén ligger begravet på den nordlige kirkegård uden for Stockholm.